# 水越峠
水越峠（みずこしとうげ・みずごえとうげ・みなこしとうげ）
1. 奈良県御所市と大阪府南河内郡千早赤阪村の間にある国道309号旧道上の峠。以下で述べる。
2. 和歌山県有田郡広川町と日高郡由良町の間にある和歌山県道177号南金屋由良線上の峠。
3. 島根県浜田市にある島根県道・広島県道7号浜田作木線上の峠。
4. 島根県邑智郡邑南町にある島根県道292号宇都井阿須那線上の峠。
5. 広島県広島市安芸区にある広島県道85号下瀬野海田線上の峠。
6. 広島県三次市と安芸高田市の間にある広島県道438号羽出庭向原線上の峠。
7. 広島県広島市安佐南区にある登山道上の峠。
8. 大分県佐伯市にある峠。

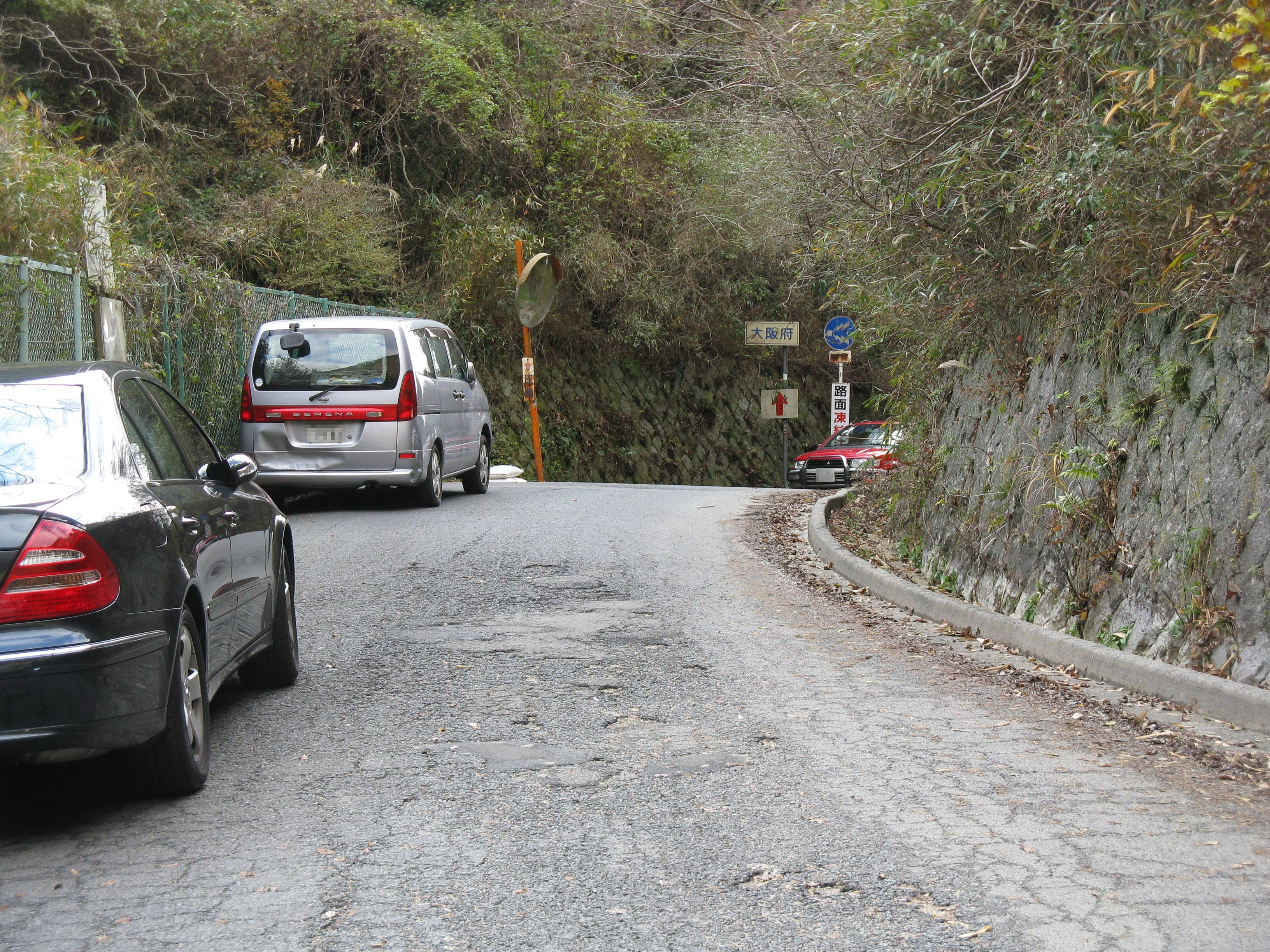
水越峠

水越峠（みずこしとうげ）は、奈良県御所市と大阪府南河内郡千早赤阪村の境にある峠。

## 概要
戦後は主要地方道富田林大淀線に指定され、国道昇格直前の1967年（昭和42年）11月に自動車での通行が可能となった。
1980年代初頭までは非舗装道路であった。その後舗装はされ、道幅は狭いが南河内地域と葛城・吉野方面を結ぶ幹線道路としてかなりの交通量があった。
1997年（平成9年）5月に水越トンネルが開通したことにより峠の交通量は激減した。
現在は国道309号線旧道が通る。
大和葛城山と金剛山の間の峠であり、これらの登山口でもある。このため付近には登山者の自動車がよく駐車されているが、水越峠から大阪側へ少し行ったところに千早赤阪村村営の無料駐車場(30台分程度）がある。
土休日限定で、金剛バスが近鉄長野線 富田林駅と水越峠を結ぶ路線バスを運行していたが、2023年12月の金剛バスの事業廃止により河南町が運行事業者となる4市町村コミバスに転換されて約4㎞手前となる東水分バス停までの運行（千早赤阪メモリアルパーク。金剛バス時代も平日は当停留所まで運行）となり、水越峠には路線バスは乗り入れなくなった。
峠から奈良側に少し降りた所に祈りの滝がある。

## 歴史
水越峠の名からも察せられるが、江戸時代には峠を挟んだ大和国側と河内国側で水争いがあったという。土嚢をいくつか積むだけで河内へ落ちる水が大和に流れることに気付き最初に実行したのは名柄の上田角之進というその時はまだ12、3歳の少年だったのだが、結果このことがその後の大和側の水利権を確立することになった。
1580年（天正8年）頃には河内の農民3名がこの堰を壊し磔になる。1700年（元禄13年）にも河内の農民が堰を壊したがその時は誰であるかわからなかった。翌1701年（元禄14年）旧暦5月6日には大勢の河内の農民が手に手に棒を持ち法螺貝を吹いて集まり、葛城山側の「万乳ヶ滝行者の水」と「越口行者の水」を同時に河内側に切り落とした。翌日には大和側が取り戻すが、8日には河内の農民1020人が一揆をなして両方の水を切り落とす。大和側が奉行に提出した訴状には「田植えのさ中というのに一滴の水も大和へもらさなかった」とある。旧暦12月21日に京都所司代から「大和側古くよりこの水を使っていたにより大和のものなり」と判決が出た。
御所市名柄の本久寺で7月18日に行われる「角之進祭り」は上田角之進に対する報恩と五穀豊穣を祈願する行事である。また御所市立名柄小学校の校庭には上田角之進の功績をたたえる顕彰碑がある。

## 水越トンネル

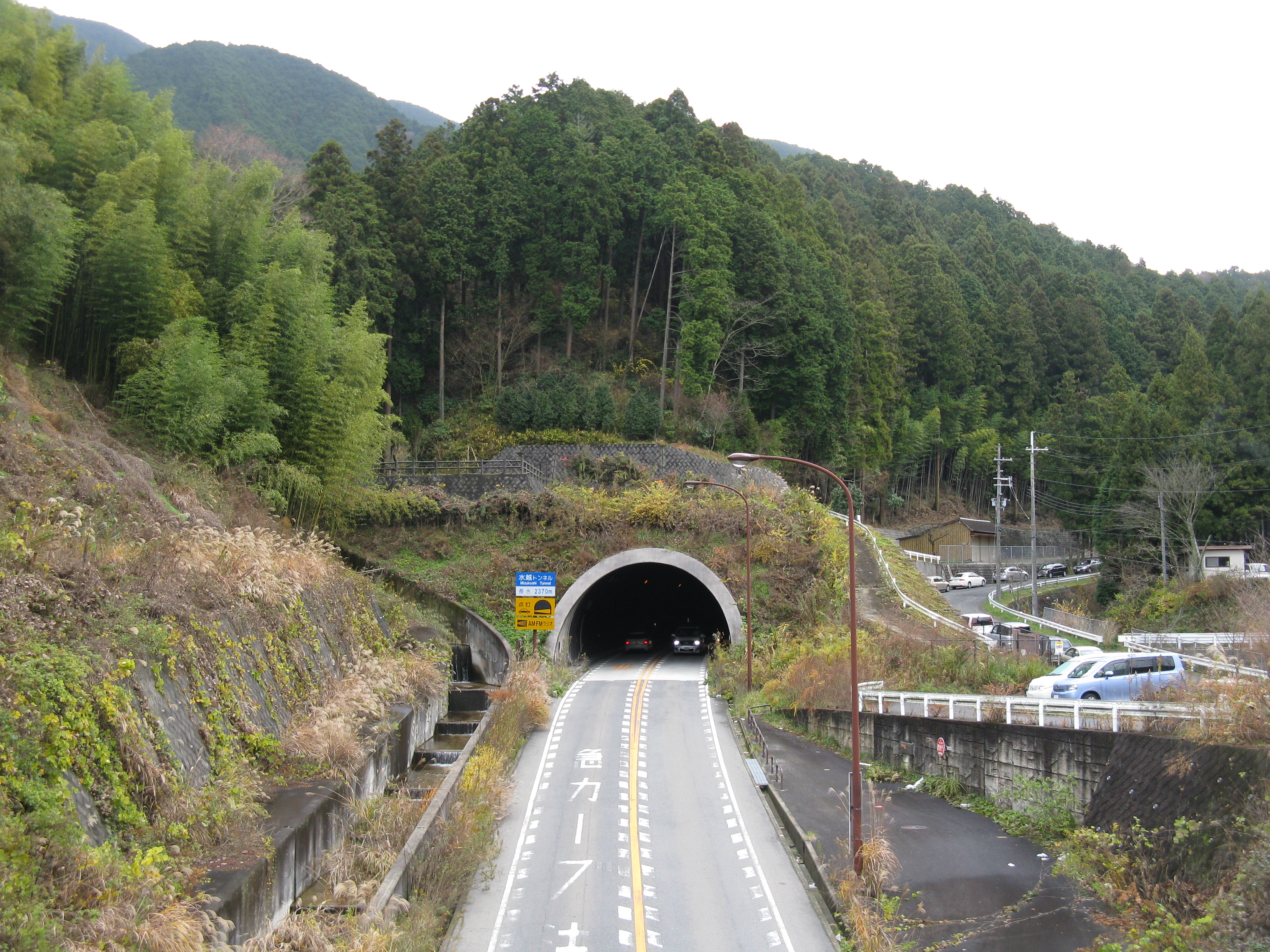
大阪側から水越トンネル

1997年5月に水越トンネル（2,370m）が開通。2000年3月7日に大規模な火災事故が発生、その事故は報道などのテレビ番組で取り上げられた。この事故で、トラックのエンジン部分が出火、積荷のプラスチックハンガーなどが燃え、濃煙、熱気、有毒ガスにより18人が負傷した。